# Liste der Kulturgüter in Wichtrach
Die Liste der Kulturgüter in Wichtrach enthält alle Objekte in der Gemeinde Wichtrach im Kanton Bern, die gemäss der Haager Konvention zum Schutz von Kulturgut bei bewaffneten Konflikten, dem Bundesgesetz vom 20. Juni 2014 über den Schutz der Kulturgüter bei bewaffneten Konflikten sowie der Verordnung vom 29. Oktober 2014 über den Schutz der Kulturgüter bei bewaffneten Konflikten unter Schutz stehen.
Objekte der Kategorie A sind im Gemeindegebiet nicht ausgewiesen, Objekte der Kategorie B sind vollständig in der Liste enthalten, Objekte der Kategorie C fehlen zurzeit (Stand: 3. Mai 2024). Unter übrige Baudenkmäler sind Objekte zu finden, die im Bauinventar des Kantons Bern als «schützenswert» verzeichnet sind.

## Kulturgüter
| Foto |                                                             | Objekt                                                                     | Kat. | Typ | Standort                                    | Beschreibung |
| ---- | ----------------------------------------------------------- | -------------------------------------------------------------------------- | ---- | --- | ------------------------------------------- | --- |
| ja   | Datei hochladen · Wikidata zu Bahnhof Wichtrach (Q31454354) | Bahnhof mit Güterexpedition und Dienstgebäude Oberwichtrach KGS-Nr.: 01143 | B    | G   | Bahnhofstrasse 30, 30a, 30b 609930 / 187840 | Das 1865 von Ludwig Maring für die Schweizerische Centralbahn erbaute Empfangsgebäude im Schweizer Holzstil ist ein wohlproportionierter Ständerbau unter ausladendem Satteldach. Es besitzt axial ausgerichtete grosse Fensteröffnungen und ein auskragendes, durch eigenwillig profilierte Konsolen gestütztes Obergeschoss. Dazu gehört der Güterschuppen von 1859, ein einfacher verrandeter Ständerbau über Massivsockel mit ungewöhnlich weit ausladendem Satteldach. |
| ja   | Datei hochladen · Wikidata zu Erlacherhof (Q29676384)       | Erlacherhof Oberwichtrach KGS-Nr.: 01144                                   | B    | G   | Thunstrasse 2, 2f, 2a, 2c 610490 / 187840   | Der 1823 nach einem Brand wiederaufgebaute Gutshof mit angebauter Scheune ist ein herrschaftlicher, klassizistischer Putzbau unter Halbwalmdach und Ründe, der aufwändige und sehr qualitätvolle Gliederungen aus Sandstein besitzt. Die fünfachsige Südfront des ortsbildprägenden Anwesens bildet durch Verkröpfung des Gurtgesimses und Fensterverdachung im Erdgeschoss einen Mittelakzent.                                                                             |
| BW   | Datei hochladen · Wikidata zu Römischer Gutshof (Q29676401) | Römischer Gutshof KGS-Nr.: 01145                                           | B    | F   | Kirchstrasse 610700 / 188250                | 1969 entdeckte Überreste eines gallorömischen Gutshofes aus dem 1. bis 3. Jahrhundert n. Chr. Er umfasste ein Hauptwohnhaus, mehrere Wirtschaftsgebäude sowie solche für das Personal und handwerkliche Tätigkeiten. Von besonderer Bedeutung sind Reste von Wandmalereien und der Heizanlage. |

## Übrige Baudenkmäler
Hinweis: Anstelle der KGS-Nummer wird als Objekt-Identifikator (ID) die Grundstücksnummer verwendet.
| ID        | Foto |                                                                            | Objekt                                            | Typ | Standort                               | Beschreibung |
| --------- | ---- | -------------------------------------------------------------------------- | ------------------------------------------------- | --- | -------------------------------------- | ------------ |
| 31        | ja   | Datei hochladen · Wikidata zu Reformierte Kirche (1745) (Q125764823)       | Reformierte Kirche (1745)                         | G   | Kirchstrasse 14 610728 / 188273        |              |
| 48        | BW   | Datei hochladen                                                            | Bauernhaus (1847)                                 | G   | Hängertstrasse 6 610670 / 187929       |              |
| 58        | ja   | Datei hochladen                                                            | Wohnstock (1817)                                  | G   | Wilstrasse 22 611539 / 187927          |              |
| 59        | ja   | Datei hochladen                                                            | Villa (1907)                                      | G   | Stadelfeldstrasse 2 610156 / 187866    |              |
| 64        | ja   | Datei hochladen                                                            | Speicher (2. Hälfte 18. Jh.)                      | G   | Wilstrasse 21a 611506 / 187956         |              |
| 117       | BW   | Datei hochladen                                                            | Brunnen (2. Hälfte 19. Jh.)                       | K   | Thunstrasse N.N. 610522 / 187847       |              |
| 117       | BW   | Datei hochladen                                                            | Ehemaliges Ofenhaus (2.H. 18.Jh.)                 | G   | Thunstrasse 2a 610518 / 187879         |              |
| 117       | BW   | Datei hochladen                                                            | Ehemalige Hofschmiede und Schopf (um 1850)        | G   | Thunstrasse 2c 610486 / 187868         |              |
| 126       | ja   | Datei hochladen                                                            | Bauernhaus (1896)                                 | G   | Bahnhofstrasse 4 610409 / 187897       |              |
| 139       | BW   | Datei hochladen                                                            | Ehemaliger Wohnstock mit Brennerei (1818)         | G   | Hängertstrasse 17 610653 / 188024      |              |
| 174       | ja   | Datei hochladen                                                            | Bauernhaus (1887)                                 | G   | Bahnhofstrasse 2 610461 / 187935       |              |
| 174       | BW   | Datei hochladen                                                            | Speicher (1783)                                   | G   | Bahnhofstrasse 2a 610445 / 187926      |              |
| 206; 1134 | ja   | Datei hochladen                                                            | Ehemaliges Bauernhaus (Mitte 16. Jh.)             | G   | Bernstrasse 44, 46 610397 / 188936     |              |
| 230       | BW   | Datei hochladen                                                            | Ehemaliges Ofenhaus (1824)                        | G   | Hängertstrasse 19 610628 / 187984      |              |
| 249       | BW   | Datei hochladen                                                            | Gasthof Kreuz (Ende 18. Jh.)                      | G   | Schulhausstrasse 2 610524 / 188111     |              |
| 262       | BW   | Datei hochladen                                                            | Ehemaliges Bauernhaus (1. Hälfte 19. Jh.)         | G   | Bernstrasse 35 610488 / 188635         |              |
| 271       | ja   | Datei hochladen                                                            | Bauernhaus (1829)                                 | G   | Wilstrasse 31 611635 / 188165          |              |
| 271       | ja   | Datei hochladen                                                            | Wohnstock (1848)                                  | G   | Wilstrasse 33 611664 / 188152          |              |
| 285       | BW   | Datei hochladen                                                            | Wohnhaus mit Werkstatt (um 1800)                  | G   | Stutzstrasse 1 610684 / 188780         |              |
| 323       | BW   | Datei hochladen                                                            | Ehemaliges Bauernhaus (1. Hälfte 19. Jh.)         | G   | Stutzstrasse 5 610738 / 188767         |              |
| 381       | BW   | Datei hochladen                                                            | Speicher (Ende 18. Jh.)                           | G   | Bernstrasse 3a 610510 / 188004         |              |
| 406       | ja   | Datei hochladen                                                            | Wohnstock (1844)                                  | G   | Wilstrasse 16 611485 / 187754          |              |
| 422       | ja   | Datei hochladen                                                            | Bauernhaus (1. Hälfte 19. Jh.)                    | G   | Schulhausstrasse 7 610653 / 188173     |              |
| 454       | ja   | Datei hochladen                                                            | Bauernhaus (1894)                                 | G   | Thalgutstrasse 14 609764 / 187604      |              |
| 478       | ja   | Datei hochladen                                                            | Bauernhaus (um 1830)                              | G   | Chäsereiweg 7 610567 / 188943          |              |
| 666 ff.   | BW   | Datei hochladen                                                            | Ehemaliges Handwerker- und Kleinbauernhaus (1667) | G   | Oberdorfstrasse 14, 16 610748 / 189045 |              |
| 903       | BW   | Datei hochladen                                                            | Bauernhaus (1827)                                 | G   | Dorfplatz 10 610425 / 188792           |              |
| 916       | BW   | Datei hochladen                                                            | Stöckli (um 1830)                                 | G   | Chäsereiweg 5 610489 / 188917          |              |
| 916       | ja   | Datei hochladen                                                            | Bauernhaus (1. Viertel 19. Jh.)                   | G   | Gässli 1 610245 / 189000               |              |
| 929       | BW   | Datei hochladen                                                            | Ehemaliges Archiv (1849)                          | G   | Schulhausweg 2a 610657 / 188789        |              |
| 1009      | BW   | Datei hochladen                                                            | Dienstgebäude (1859)                              | G   | Bahnhofstrasse 30b 609944 / 187826     |              |
| 1009      | ja   | Datei hochladen · Wikidata zu Bahnhof Wichtrach Güterschuppen (Q116622895) | Güterschuppen (1859)                              | G   | Bahnhofstrasse 30a 609944 / 187826     |              |
| 1024      | ja   | Datei hochladen                                                            | Bauernhaus (um 1810–1830)                         | G   | Bernstrasse 91 609750 / 189918         |              |
| 1024      | ja   | Datei hochladen                                                            | Stöckli (um 1840)                                 | G   | Bernstrasse 93 609772 / 189921         |              |
| 1026      | BW   | Datei hochladen                                                            | Speicher (1663)                                   | G   | Vorderdorfstrasse 8c 610666 / 188753   |              |
| 1034      | BW   | Datei hochladen                                                            | Stöckli (um 1780)                                 | G   | Gässli 7 610501 / 189049               |              |
| 1042      | ja   | Datei hochladen                                                            | Bauernhaus (1886)                                 | G   | Gässli 8 610517 / 189070               |              |
| 1053      | ja   | Datei hochladen                                                            | Bauernhaus (3. Drittel 19. Jh.)                   | G   | Gässli 9 610491 / 189100               |              |
| 1071      | ja   | Datei hochladen                                                            | Zehnthaus (um 1810–1830)                          | G   | Bernstrasse 81 609797 / 189797         |              |
| 1097      | BW   | Datei hochladen                                                            | Wohnstock (frühes 19. Jh.)                        | G   | Bernstrasse 25 610490 / 188425         |              |
| 1298      | BW   | Datei hochladen                                                            | Bauernhaus (1857)                                 | G   | Gässli 12 610504 / 189161              |              |
| 1316      | BW   | Datei hochladen                                                            | Stöckli (1835)                                    | G   | Gassacherweg 4 610527 / 188946         |              |